# Золин, Пётр Михайлович
Пётр Миха́йлович Зо́лин (род. 18 марта 1946, Новгород) — советский и российский историк, публицист, доктор исторических наук, профессор кафедры философии и истории Новгородского государственного университета, профессор кафедры экономики и финансов Государственной полярной академии (Санкт-Петербург). Автор книг и статей, посвящённых истории скифов и древних славян, российской символике и памятникам-символам. Действительный член Национальной академии туризма (1996), Академии Фундаментальных Наук (2009).
Ряд работ относится к числу псевдоисторических. Золин развивает концепцию, согласно которой «русы» — древнейший народ, существующий уже 18 миллионов лет.

## Биография
Окончил с отличием Новгородский госпединститут.
В 1968—1973 годах — научный сотрудник Новгородского музея. Кандидат исторических наук (1974, диссертация «Рабочий контроль и социалистическое обобществление промышленности в Новгородской губернии 1917—1921 гг.»).
В 1974—1986 годах работал преподавателем истории КПСС.
В 1991 году защитил докторскую диссертацию по теме «Использование памятников-символов Родины в идейно-воспитательной работе Советов и КПСС».
С 1997 года — профессор кафедры философии и истории Новгородского государственного университета. Был проректором по науке. Автор ряда книг и около 200 статей по античной истории земель будущей России, экономике, философии, географии, символике, различным вопросам новгородики и всего Северо-Запада России.
В 2003 году защитил в Санкт-Петербургском государственном аграрном университете докторскую диссертацию по экономике «Концепция развития сельской экономики: На примере Северо-Запада России», но в конце 2005 года снял её с обсуждения в ВАКе.
В 2000—2009 годах был членом докторского Совета по экономическим наукам Новгородского государственного университета.

## Деятельность
Публиковал и депонировал статьи в журналах «Вопросы истории», «История СССР», «Военно-исторический журнал», «Вопросы истории КПСС», «Известия ВГО», «Советское государство и право», «Советские архивы», «Советская педагогика» и в других научных изданиях.
Автор ряда экономических публикаций в журналах «ЭкономистЪ», «АПК: экономика, управление», «Экономика сельского хозяйства России», «Международный сельскохозяйственный журнал», «Финансы и кредит», «Проблемы современной экономики», «Региональная экономика: теория и практика», «Российское предпринимательство».
Соавтор и сторонник неоязыческих идей психолога-гипнотизёра В. М. Кандыбы («пророка» Канди), «верховного жреца русов». По мнению Золина, «тексты Кандыбы не призваны отражать современное состояние исторической науки», но «гениальному психологу современности» возможно «выходить за грань известного». Книги Кандыбы «стимулируют единое самосознание народов России именно как россиян, тысячи лет решающих по сути одни и те же общие задачи по отношению ко всему окружающему миру».
Рассматривает историю инструментально: «История — падшая служанка политики и идеологии. История — политика и идеология, обращённые в прошлое. История — лукавое искусство, мнящее себя наукой».
Золин и Кандыба считают, что «русы» — самый древний народ и существуют уже 18 миллионов лет. Для Золина и Кандыбы понятия «история территории России» и «история русского народа» идентичны: любой археологический памятник на территории Европейской России считается ими следом русской истории, поэтому неандертальцы и кроманьонцы, с их точки зрения, являлись русскими.
По мнению Золина, «ранние цивилизации» складывались на территории России уже с позднего палеолита и мезолита. Глубина человеческой памяти, по его мнению, достигает эпохи палеолита. Славян он отождествляет со всеми группами населения, когда-либо жившими на территории России. «Русская цивилизация» уходит корнями в палеолит, когда жили «пращуры славяно-русов» и где имеются корни русского языка. Сначала «пращуры славяно-русов» были недифференцированными европеоидами, затем они стали индоевропейцами, затем — библейскими великанами-рефаимами, позднее — скифами и в последующем — славянским племенем полян. По Золину, рыночная экономика в России существует с древнейших времен, поскольку славяне занимались торговлей ещё задолго до н. э.
Без ссылок на источники Золин называет «русских царей» эпохи палеолита: около 30—40 тысяч лет до н. э. правителями палеолитической Русью были Прометей, Борей, Перун, Велес-Бел, Геракл-Георгий; в 10—8 тысячелетиях до н. э. — Крон, Рея, Хор-Гор, Ио-Исида и другие.
По мнению, Золина в 3-м тысячелетии до н. э. «славяно-русы» пребывали в Армении. Первых скифов Золин отнёс к каменному веку и называет их «русами», прародителями русских. Скифы, согласно Золину, назвались «скитами», потому что скитались по огромной территории. Скифы господствовали в древней Палестине, которую изначально занимали различные народы, родственные «праславянам». Скифы также присутствовали среди воинов первых израильских царей Давида и Соломона. «Семиты» заимствовали письменность у «праславян» или их ближайших сородичей. Согласно Золину, из-за «политиков и идеологов» российским школьникам не преподаются генеалогии царей Скифии и «династии роксоланов».
Золин заявляет о существовании «жидомасонского заговора». По мнению Золина, даже если «Протоколы сионских мудрецов» и были подлогом, их предвидения с высокой точностью реализуются.
Проблемы современного мира Золин объясняет незнанием древнейшей истории: по его мнению, если бы миру было известно, что Россия является родиной многих народов мира и мировой цивилизации в целом, нацистская Германия не напала бы на СССР и блок НАТО не решился бы расширяться на восток.
По мнению Золина, следует «сохранить расовое деление» человечества, где славяне должны занять достойное место среди «белых».
Историки, по мнению Золина, умышленно пренебрегают славяно-русскими древностями. Золин писал, что школьные и университетские курсы истории России обращают мало внимания на тысячелетнюю историю «русов», согласно ему, предшествовавшую Киевской Руси.

## Оценки работ
Книга «Герб, гимн, флаг и столица нашей Родины» рекомендовалась для использования в работе по пропаганде государственной символики России.
Некоторые работы Золина («Герб, гимн, флаг и столица нашей Родины», «Преступность в стране в 1909—1928 гг. Сравнительная статистика») упоминаются в списках литературы ряда диссертаций и учебников, но без их анализа и оценки.
В докторской диссертации О. Г. Дуки концепция В. М. Кандыбы и П. М. Золина отнесена к «ненаучным теоретическим системам». Дука писал, что в качестве фильтров предпочтения Кандыбой и Золиным использовалась древневосточная религиозная литература («Веды», «Ригведа», «Авеста») и источники, не являющиеся подлинными («Велесова книга», «Ведическая традиция», «Ведическое учение»).
Утверждая, что «русы» существовали ещё в палеолите, Золин пишет, что развивает идеи Г. В. Вернадского, Б. А. Рыбакова и О. Н. Трубачёва. Археолог А. А. Чубур отмечает, что работы этих учёных не содержат подобных идей.
Чубур пишет: «следует отметить, что в последнее десятилетие в России наблюдается опасная тенденция массовых лженаучных фальсификаций псевдопатриотической и националистической направленности в области древнейшей истории населения Восточной Европы. Яркие примеры — публикуемые в журнале самодеятельной Академии фундаментальных наук „Organizmica“ работы А. А. Тюняева, не менее одиозны псевдоисторические публикации П. М. Золина, В. А. Чудинова, Ю. Д. Петухова».